# Kolumbiai polgárháború
Az 1964-ban kezdődött kolumbiai polgárháborúban körülbelül 200 000 ember vesztette életét. A Kolumbia Forradalmi Fegyveres Erői (FARC) később a Kolumbiai Nemzeti Felszabadító Hadsereg (ELN) vagy a Szélsőjobboldali Önvédelmi Egységek (AUC) tagjai, gerillacsapatai harcoltak a kolumbiai kormány csapataival.
Az 1960-as években jöttek létre a nagy baloldali terrorszervezetek Kolumbiában. A kolumbiai baloldali FARC, amely az ország Svájc méretű területét tartja ellenorzése alatt, az ott élő kokatermelőket megadóztatja. A FARC időnként arra kényszeríti a parasztokat, hogy kokát termeljenek, ami a kokain alapanyaga. Bevételt hoz a kokainlaboratóriumok és a helyi drog kereskedelemből is.
1984 óta 2 millió ember menekült el otthonából a konfliktus miatt. A szélsőjobb milicisták vagy a baloldali gerillák naponta átlagosan 70 embert ölnek meg. Feltűnően sok keresztényt gyilkoltak meg Kolumbiában 2002-ben. Az egyházak erőfeszítéseket tesznek a konfliktus feloldásáért. 2002 során Pedro Rubiano érsek, a Püspökkari Konferencia elnöke próbálta enyhíteni a feszültségeket. Az Evangélikus Egyháztanács (Cedecol) Emberjogi- és Békebizottsága is tett erőfeszítéseket a polgárháborús pártok sikeres béketárgyalásaiért. Hector Pardo, a Cedecol elnöke felszólította keresztényeket, hogy imádkozzanak az ügyért.
2016. augusztus 25-én az ország kormánya és a FARC békeszerződést írtak alá, amit később elutasítottak, így hivatalosan még nem ért véget a háború.